# Вейдевелд, Люсьен ван
Люсьен Жан ван Вейдевелд (фр. Lucien Jean van Weydeveld; род. 25 ноября 1926, Моленбек) — бельгийский хоккеист на траве, полузащитник. Участник летних Олимпийских игр 1948 и 1952 годов.

## Биография
Люсьен ван Вейдевелд родился 25 ноября 1926 года в бельгийской коммуне Моленбек-Сен-Жан.
В 1940—1953 годах играл в хоккей на траве за «Даринг» из Моленбек-Сен-Жана.
В 1947 году дебютировал в сборной Бельгии в матче против Нидерландов (1:3).
В 1948 году вошёл в состав сборной Бельгии по хоккею на траве на летних Олимпийских играх в Лондоне, поделившей 7-9-е места. Играл на позиции полузащитника, провёл 4 матча, мячей (по имеющимся данным) не забивал.
В 1952 году вошёл в состав сборной Бельгии по хоккею на траве на летних Олимпийских играх в Хельсинки, поделившей 9-12-е места. Играл на позиции полузащитника, провёл 3 матча, мячей (по имеющимся данным) не забивал.
К 1953 году провёл за сборную Бельгии более 40 матчей.